# Regionen von Jalisco

Regionen des Bundesstaates Jalisco

Die Regionen von Jalisco sind die zwölf seit 1998 bestehenden geokulturellen Unterteilungen des am Pazifischen Ozean liegenden mexikanischen Bundesstaates Jalisco.
Die 12 Regionen sind: Nord, Altos Norte, Altos Sur, Ciénega, Sureste, Sur, Sierra de Amula, Costa Sur, Costa Nord, Sierra Occidental, Valles und Centro.
Die Schaffung einer zusätzlichen Region Lagunas mit 12 Gemeinden und 316.126 Einwohnern ist in Vorbereitung. Die Regionen Costa Nord und Sierra Occidental sollen zur Region Costa-Sierra Occidental zusammengelegt werden, wodurch die Anzahl der Regionen bei zwölf bleibt.

## Geschichte
1996 begann die Landesregierung mit der Festlegung einer neuen administrativen Regionalisierung, die es ermöglichen sollte, die Arbeit öffentlicher Institutionen und Agenturen zu harmonisieren und die regionalen Auswirkungen ihrer Politiken und Aktionsprogramme zu verbessern.
Diese Strategie endete in der Definition von zwölf Regionen, die es ermöglichen würden, die Auswirkungen und die regionale Präsenz öffentlicher Programme zu optimieren, eine effizientere Nutzung der Haushaltsmittel, eine gerechtere Verteilung der Staatsausgaben und eine bessere Nutzung der verfügbaren Infrastruktur zu gewährleisten. Die offizielle Einrichtung der neuen administrativen Regionalisierung erfolgte mit Zustimmung der staatlichen Exekutive vom 3. August 1998.

## Belege
1. ↑  https://www.jalisco.gob.mx/es/jalisco/regiones
2. ↑  Archivierte Kopie (Memento des Originals vom 15. September 2019 im Internet Archive)  Info: Der Archivlink wurde automatisch eingesetzt und noch nicht geprüft. Bitte prüfe Original- und Archivlink gemäß Anleitung und entferne dann diesen Hinweis.